# Katsudō-shashin
Katsudō-shashin (jap. 活動写真; „ruchomy obraz”) – (1) przestarzały termin używany w odniesieniu do kina niemego, (2) tu: użyty jako tytuł najstarszej, zachowanej do dziś japońskiej animacji. Powstała przed 1912, odnaleziona została w 2005. Jej autor jest nieznany.

## Opis
Nie jest znany oryginalny tytuł filmu. Animacja nazywana jest tytułem Katsudō-shashin (od słowa pojawiającego się w niej) lub Matsumoto furagumento (jap. 松本フラグメント; „fragment Matsumoto”, od nazwiska osoby, która przyczyniła się do jej odkrycia).
Katsudō-shashin składa się z 50 obrazków uwiecznionych na celuloidowej taśmie i odtwarzanych z prędkością 16 kl./s. Końce taśmy były ze sobą spięte, tak by film mógł odtwarzać się w sposób zapętlony. Trzysekundowa animacja przedstawia chłopca w marynarskim ubraniu i czerwonej czapce na głowie, który pisze na tablicy od prawej do lewej znaki kanji składające się na słowo katsudō-shashin (jap. 活動写真; pol. ruchomy obraz). Następnie chłopiec odwraca się do widza, zdejmuje czapkę i kłania się.
W przeciwieństwie do tradycyjnego sposobu tworzenia filmu animowanego, gdzie poszczególne klatki tworzy się przez fotografowanie obrazów, filmik Katsudō-shashin został stworzony przy użyciu szablonu, za pomocą którego odbito poszczególne klatki na taśmie. Wykorzystano do tego metodę drukowania szablonowego kappa-zuri (jap. 合羽刷り; technika stosowana w twórczości drzeworytniczej), używaną także w tworzeniu przeźroczy do latarni magicznej.  

### Znaczenie „tytułu”
Słowo katsudō-shashin (jap. 活動写真) zostało stworzone z połączenia dwóch rzeczowników: katsudō (jap. 活動) → działalność, aktywność i shashin (jap. 写真) → fotografia, zdjęcie, obraz. Jest to ówczesna nazwa „filmu”, obecnie eiga (jap. 映画).

## Odnalezienie
W grudniu 2004 sprzedawca towarów używanych z Kioto skontaktował się z Natsukim Matsumoto, ekspertem w dziedzinie ikonografii z Akademii Sztuk Pięknych w Osace. Sprzedawca otrzymał od pewnej rodziny kolekcję taśm 35 mm, projektorów i szklanych przeźroczy do latarni magicznej, po których odbiór Matsumoto zjawił się w następnym miesiącu. Wśród otrzymanych przedmiotów odnaleziony został filmik Katsudō-shashin; taśma była w złym stanie.
Na podstawie dowodów, takich jak technika wykorzystana do stworzenia klatek, rodzaj użytego materiału oraz data produkcji projektora znalezionego w kolekcji, Matsumoto i historyk animacji Nobuyuki Tsugata ustalili, że animacja powstała w późnym okresie Meiji, a więc przed 1912. Z kolei historyk Frederick S. Litten ocenił, że film powstał ok. 1907, stwierdzając, że „data produkcji przed 1905 lub po 1912 jest mało prawdopodobna”. W tamtym czasie kina były rzadkością w Japonii. Dowody wskazują, że Katsudō-shashin był produkowany masowo, a rynkiem docelowym byli bogaci właściciele domowych projektorów, które wówczas były już dostępne i reklamowane w japońskiej prasie. Z racji tego, że w kolekcji znajdowały się 3 taśmy z animacjami produkcji zagranicznej, Litten uznał, że Katsudō-shashin mogło zostać wykonane na wzór niemieckiej lub innej zachodniej produkcji. Twórca animacji pozostaje nieznany. Według Matsumoto, słaba jakość filmu i technika użyta do jego wyprodukowania wskazują, że był on dziełem mniejszej firmy.
Odkrycie Katsudō-shashin było szeroko opisywane przez japońskie media. Biorąc pod uwagę jego prawdopodobną datę powstania, jest to animacja, która powstała w tym samym czasie, a być może nawet wyprzedziła pierwsze animacje produkcji amerykańskiej i francuskiej. Choć Nobuyuki Tsugata w wywiadzie dla Asahi Shimbun zwrócił uwagę, że nazywanie Katsudō-shashin animacją we współczesnym znaczeniu może być kontrowersyjne, i tak podkreślił wagę odnalezienia filmu, stwierdzając: „jest to duże odkrycie – w okresie Meiji istniały animowane filmy”.